# Superior (Arizona)
Superior (apatxe occidental Yooʼ Łigai) és una població dels Estats Units a l'estat d'Arizona. Segons el cens del 2007 tenia 3.091 habitants.

## Demografia
Segons el cens del 2000, Superior tenia 3.254 habitants, 1.237 habitatges, i 847 famílies La densitat de població era de 651 habitants/km².
Dels 1.237 habitatges en un 26,9% hi vivien nens de menys de 18 anys, en un 48,3% hi vivien parelles casades, en un 14,3% dones solteres, i en un 31,5% no eren unitats familiars. En el 27,4% dels habitatges hi vivien persones soles el 15% de les quals corresponia a persones de 65 anys o més que vivien soles. El nombre mitjà de persones vivint en cada habitatge era de 2,63 i el nombre mitjà de persones que vivien en cada família era de 3,2.
Per edats la població es repartia de la següent manera: un 26,9% tenia menys de 18 anys, un 8% entre 18 i 24, un 21,7% entre 25 i 44, un 23,4% de 45 a 60 i un 19,9% 65 anys o més.
L'edat mediana era de 39 anys. Per cada 100 dones de 18 o més anys hi havia 98,7 homes.
La renda mediana per habitatge era de 27.069 $ i la renda mediana per família de 31.250 $. Els homes tenien una renda mediana de 34.297 $ mentre que les dones 21.607 $. La renda per capita de la població era de 12.490 $. Aproximadament el 22,5% de les famílies i el 27,8% de la població estaven per davall del llindar de pobresa.

## Poblacions més properes
El següent diagrama mostra les poblacions més properes.